# Domício Gondim Barreto
Domício Gondim Barreto (Areia, 12 de Julho de 1922 — Rio de Janeiro, 5 de Junho de 1978) foi um político brasileiro. Filho do casal Gutemberg Barreto e Edith Gondim Barreto.

## Estudos
Iniciou seus estudos na Paraíba e, em seguida, os continuou no Colégio Bitencourt Silva, no Rio de Janeiro. Domício Gondim era interessado pela aviação, e então foi morar nos Estados Unidos da América, ingressando na Spartan School of Aeronautics, localizada no estado de Oklahoma, onde fez o curso de Administração de Vôo e Mecânica. Ainda nos Estados Unidos, ingressou na New York University, no curso de Engenharia. Também era comerciante.

## Carreira política
Iniciou a carreira política em 1958, como deputado federal, sendo eleito juntamente com o seu tio Pedro Moreno Gondim, este se elegendo para o cargo de vice-govenador da Paraíba. Seu mandato durou até 1962, quando candidatou-se a suplente de senador de João Agripino pelo PDC. Em 1965 com a renúnciade Agripino para concorrer ao governo do estado, Gondim assumiu o cargo de senador, com o AI-2 ingressou na ARENA. No fim de seu mandato de senador, em 1971, foi reeleito para mais oito anos, novamente pela ARENA.
Faleceu no último ano de mandato.